# Aceite vegetal

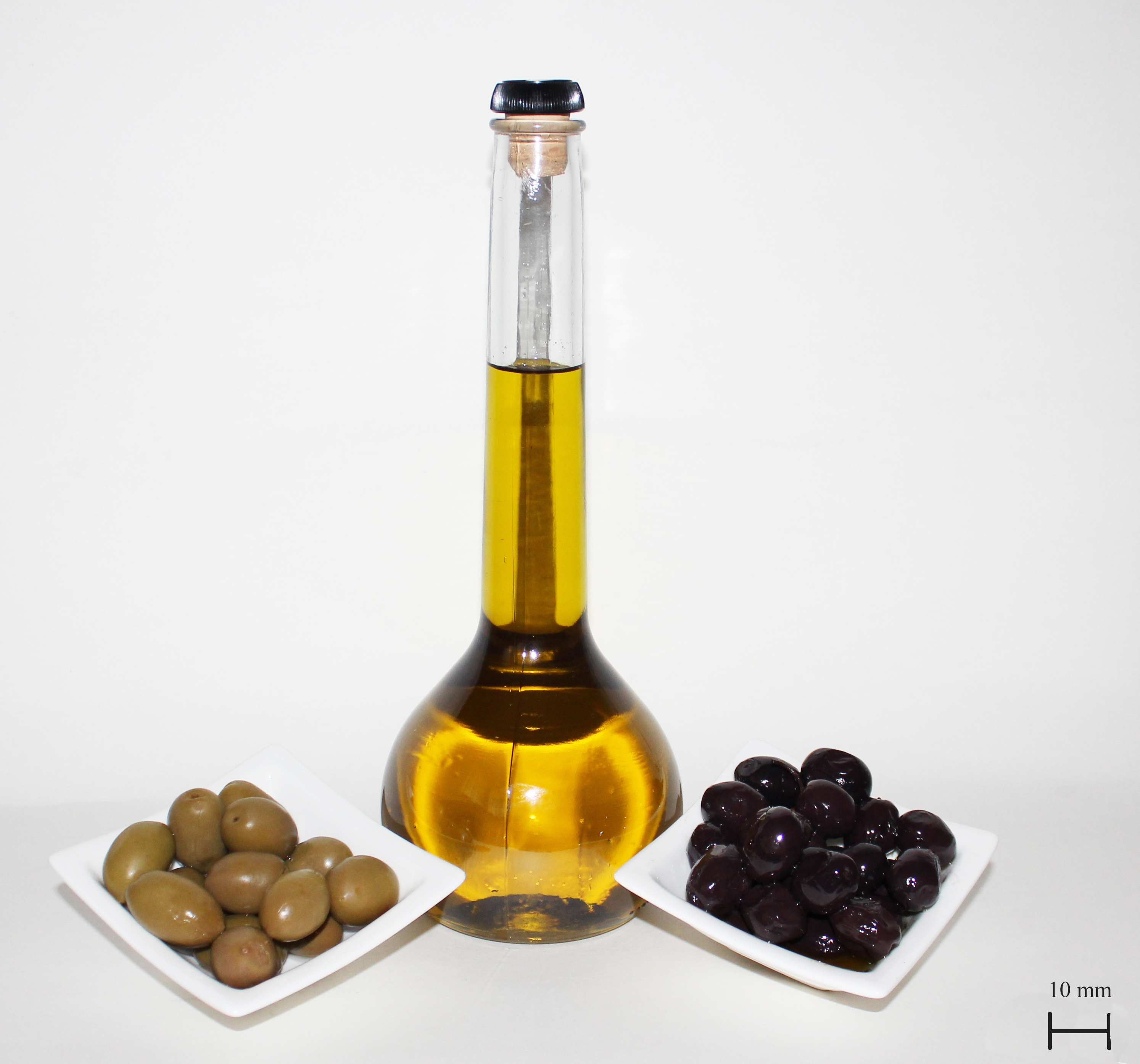
Aceitunas y aceite de oliva.

Un aceite vegetal es un triglicérido extraído de una planta. El término "aceite vegetal" puede definirse estrechamente como referido solo a los aceites vegetales que son líquidos a temperatura ambiente, o definidos ampliamente sin tener en cuenta el estado de la materia de la sustancia a una temperatura dada. Por esta razón, los aceites vegetales que son sólidos a temperatura ambiente a veces se llaman grasas vegetales. En contraste con estos triglicéridos, las ceras vegetales carecen de glicerina en su estructura. Aunque muchas partes de la planta pueden producir aceite, en la práctica comercial, el aceite se extrae principalmente de las semillas.
En el envasado de alimentos, el término "aceite vegetal" se utiliza a menudo en las listas de ingredientes en lugar de especificar la planta exacta que se está utilizando, especialmente cuando el aceite utilizado es menos conveniente para el consumidor o si se utiliza una mezcla, como los aceites de palma, colza, soja y cártamo (mientras que el aceite de coco y el aceite de oliva pueden ser percibidos como más deseables).

## Usos del aceite vegetal de triglicéridos
Los aceites extraídos de las plantas se han utilizado desde tiempos antiguos y en muchas culturas. Como ejemplo, en una cocina de 4.000 años de edad, desenterrada en el Parque Estatal de Charlestown de Indiana, el arqueólogo Bob McCullough de la Universidad de Indiana-Universidad Purdue Fort Wayne encontró evidencia de que grandes losas de roca se utilizaba para aplastar nueces de nogal y el aceite era entonces extraído con agua hirviendo. La evidencia arqueológica muestra que las aceitunas fueron convertidas en aceite de oliva desde al menos el año 6000 a. C. y el 4500 a. C. en el actual Israel y Palestina.

### Usos culinarios
Muchos aceites vegetales se consumen directamente, o indirectamente como ingredientes en los alimentos – un papel que comparten con algunas grasas animales, incluyendo mantequilla, ghee, manteca de cerdo y Schmaltz. Los aceites cumplen una serie de objetivos en este papel:
- Acortamiento – para darle a los pasteles una textura desmenuzable.
- Textura – los aceites pueden servir para hacer que otros ingredientes se peguen menos.
- Sabor – mientras que los aceites menos sabrosos son más económicos, algunos aceites, como el aceite de oliva, sésamo o almendras, pueden ser elegidos específicamente por el sabor que confieren a otros alimentos.
- Base del sabor – los aceites pueden también "llevar" sabores de otros ingredientes, puesto que muchos sabores son debidos a los productos químicos que son solubles en aceite.

En segundo lugar, los aceites se pueden calentar y utilizar para cocinar otros alimentos. Los aceites adecuados para este objetivo deben tener un alto punto de inflamación. Tales aceites incluyen los aceites de cocina principales – soja, nabina, canola, girasol, cártamo, cacahuete, algodón, etc. Los aceites tropicales, tales como el coco, la palma, y los aceites de salvado de arroz, se valoran particularmente en las culturas asiáticas para cocinar a alta temperatura, debido a sus puntos de inflamación inusualmente altos.

### Aceites hidrogenados
Los aceites vegetales no saturados pueden ser transformados a través de la "hidrogenación" parcial o completa en aceites de mayor punto de fusión. El proceso de hidrogenación implica "aspersión" el aceite a alta temperatura y presión con hidrógeno en presencia de un catalizador, típicamente un compuesto de níquel en polvo. A medida que cada doble enlace carbono-carbono se reduce químicamente a un solo enlace, dos átomos de hidrógeno forman enlaces individuales con los dos átomos de carbono. La eliminación de los enlaces dobles mediante la adición de átomos de hidrógeno se denomina saturación; a medida que aumenta el grado de saturación, el aceite progresa hacia ser completamente hidrogenado. Un aceite puede ser hidrogenado para aumentar la resistencia al enranciamiento (oxidación) o para cambiar sus características físicas. A medida que aumenta el grado de saturación, aumenta la viscosidad del aceite y el punto de fusión.
El uso de aceites hidrogenados en los alimentos nunca ha sido completamente satisfactorio. Dado que el brazo central del triglicérido es algo protegido por los ácidos grasos de los extremos, la mayor parte de la hidrogenación se prodoce en los ácidos grasos de los extremos, haciendo así que la grasa resultante sea más quebradiza. Una margarina hecha de aceites naturalmente más saturados será más plástica (más "extendible") que una margarina hecha de aceite de soja hidrogenado. Mientras que la hidrogenación completa produce ácidos grasos en gran parte saturados, la hidrogenación parcial da como resultado la transformación de los ácidos grasos cis insaturados en ácidos grasos trans no saturados en la mezcla de aceite debido al calor usado en la hidrogenación. Los aceites parcialmente hidrogenados y sus grasas trans se han relacionado con un mayor riesgo de mortalidad por enfermedad coronaria, entre otros riesgos de salud aumentados.
En los Estados Unidos, la denominación oficial para un producto etiquetado como "margarina de aceite vegetal" especifica que solamente puede contener aceite de canola, de cártamo, de girasol, de maíz, de soja, o de cacahuete. Los productos no etiquetados como "margarina de aceite vegetal" no tienen esa restricción.

### Usos industriales
Los aceites vegetales se utilizan como ingrediente o componente en muchos productos manufacturados.
Muchos aceites vegetales se utilizan para hacer jabones, productos de la piel, velas, perfumes y otros productos de cuidado personal y cosméticos. Algunos aceites son particularmente convenientes como aceites de secado, y se utilizan en la fabricación de pinturas y de otros productos de tratamiento de madera. El aceite Dammar (una mezcla de aceite de linaza y resina Dammar), por ejemplo, se utiliza casi exclusivamente para tratar los cascos de los barcos de madera. Los aceites vegetales se utilizan cada vez más en la industria eléctrica, ya que los aisladores como aceites vegetales no son tóxicos para el medio ambiente, biodegradables si se derraman y tienen altos puntos de inflamación y fuego. Sin embargo, los aceites vegetales son menos estables químicamente, por lo que se utilizan generalmente en sistemas donde no están expuestos al oxígeno, y son más caros que el destilado de petróleo crudo. Los tetraésteres sintéticos, que son similares a los aceites vegetales pero con cuatro cadenas de ácidos grasos comparados con los tres normales encontrados en un éster natural, son fabricados por la esterificación de Fischer. Tetraésteres generalmente tienen alta estabilidad a la oxidación y han encontrado uso como lubricantes de motores. El aceite vegetal se utiliza para producir el líquido hidráulico y lubricante, ambos biodegradables.
Un factor limitante en los usos industriales de los aceites vegetales es que todos estos aceites son susceptibles a volverse rancios. Los aceites que son más estables, tales como aceite de behen o aceite mineral, se prefieren así para los usos industriales. El aceite de ricino tiene aplicaciones industriales numerosas, debido a la presencia del grupo hidroxilo en el ácido graso. El aceite de ricino es un precursor del nilón 11.

### Aditivo para alimento de mascotas
El aceite vegetal se utiliza en la producción de algunos alimentos para mascotas. AAFCO define el aceite vegetal, en este contexto, como el producto de origen vegetal obtenido extrayendo el aceite de las semillas o de las frutas que se procesan para los propósitos comestibles.

### Combustible
Artículo principal: Aceite vegetal combustible
Los aceites vegetales también son usados para hacer biodiésel, que se puede utilizar como el diésel convencional. Algunas mezclas del aceite vegetal se utilizan en vehículos sin modificar pero el aceite vegetal recto, también conocido como aceite vegetal puro, necesitan ser vehículos especialmente preparados que tengan un método de calentar el aceite para reducir su viscosidad. El uso de aceites vegetales como energía alternativa está aumentando y la disponibilidad de biodiésel en todo el mundo va en aumento.
El NNFCC estima que el ahorro neto total de gases de efecto invernadero al utilizar aceites vegetales en lugar de alternativas basadas en combustibles fósiles para la producción de combustible, oscila entre el 18 y el 100%.

## Producción
El proceso de producción del aceite vegetal implica el retiro del aceite de los componentes de la planta, típicamente semillas. Esto se puede hacer mediante extracción mecánica utilizando un molino de aceite o una extracción química utilizando un disolvente. El aceite extraído puede ser purificado y, si es necesario, refinado o alterado químicamente.

### Extracción mecánica
Los aceites se pueden quitar vía extracción mecánica, llamado "machacamiento" o "prensado." Este método se utiliza típicamente para producir los aceites más tradicionales (por ejemplo, oliva, coco etc.), y es preferido por la mayoría de los clientes de la "comida saludable" en los Estados Unidos y en Europa. Hay varios tipos diferentes de extracción mecánica. El expulsor-prensado para la extracción es común, aunque la prensa de tornillo, la prensa de espolón, y el Ghani (mortero) son también usados. Las prensas oleaginosas se utilizan comúnmente en los países en desarrollo, entre las personas para las que otros métodos de extracción serían prohibitivamente costosos; el Ghani se utiliza sobre todo en la India. La cantidad de aceite extraída usando estos métodos varía extensamente, según lo demostrado en la tabla siguiente para extraer la mantequilla de mowra en la India:
| Método     | Porcentaje extraído |
| ---------- | ------------------- |
| Ghani      | 20–30%              |
| Expulsores | 34–37%              |
| Solvente   | 40–43%              |

### Extracción con disolvente
El procesamiento de aceite vegetal en aplicaciones comerciales es comúnmente realizado por extracción química, utilizando extractos de disolventes, lo que produce mayores rendimientos y es más rápido y menos costoso. El disolvente más común es el hexano derivado del petróleo. Esta técnica se utiliza para la mayor parte de los "más nuevos" aceites industriales tales como soja y aceites de maíz. También se emplea con el mismo propósito el éter etílico.
El dióxido de carbono supercrítico se puede utilizar como alternativa no tóxica a otros solvente.

### Hidrogenación
Los aceites pueden ser parcialmente hidrogenados para producir varios aceites de ingredientes. Los aceites ligeramente hidrogenados tienen características físicas muy similares al aceite de soja regular, pero son más resistentes a volverse rancios. Los aceites de la margarina necesitan ser sobre todo sólidos en 32 °C (90 °F) de modo que la margarina no se derrita en cuartos calientes, con todo necesita ser totalmente líquido en 37 °C (98 °F), de modo que no deje un sabor "mantecoso" en la boca.
Endurecer el aceite vegetal se hace levantando una mezcla de aceite vegetal y un catalizador en un espacio prácticamente al vacío a temperaturas muy altas, e introduciendo el hidrógeno. Esto hace que los átomos de carbono del aceite rompan enlaces dobles con otros carbonos, cada carbono formando un nuevo enlace simple con un átomo de hidrógeno. La adición de estos átomos de hidrógeno al aceite lo hace más sólido, eleva el punto de humo, y hace que el aceite sea más estable.
Los aceites vegetales hidrogenados difieren en dos formas principales de otros aceites que están igualmente saturados. Durante la hidrogenación, es más fácil para el hidrógeno entrar en contacto con los ácidos grasos en el extremo del triglicérido, y menos fácil para que entre en contacto con el ácido graso del centro. Esto hace que la grasa resultante sea más frágil que un aceite tropical; las margarinas de soja son menos "separables". La otra diferencia es que los ácidos grasos trans (a menudo llamados grasas trans) se forman en el reactor de hidrogenación, y pueden ascender hasta un 40 por ciento en peso de un aceite parcialmente hidrogenado. Los aceites hidrogenados, especialmente los aceites parcialmente hidrogenados con sus mayores cantidades de ácidos grasos trans, se piensan cada vez más como insalubres.

### Desodorización
En el procesamiento de aceites comestibles, el aceite se calienta bajo vacío a cerca del punto de humeo, y el agua se introduce en la parte inferior del aceite. El agua se convierte inmediatamente al vapor, que burbujea a través del aceite, llevando con él cualquier producto químico que sea soluble en agua. El burbujeo de vapor elimina las impurezas que pueden impartir sabores y olores no deseados al aceite. La desodorización es clave para la fabricación de aceites vegetales. Casi todos los aceites de soja, maíz y canola encontrados en los estantes de los supermercados pasan por una etapa de desodorización que elimina las cantidades trazas de olores y sabores, y aligera el color del aceite.

## Otros usos
La mayor parte de los aceites vegetales se usan para alimentar el ganado. El aceite vegetal más usado para consumo humano es el de girasol.
El aceite de palma, que es sólido a temperatura ambiente, se usa especialmente para jabones y cosméticos.
La mayor parte del aceite de colza producido en Europa se usa para producción de biodiésel, aunque puede ser producido con otros como el de girasol o el de marihuana. Aunque también se ha extendido el uso de estos aceites vegetales como combustibles para los motores diésel.
El aceite vegetal también se puede utilizar como combustible en vehículos híbridos o adaptados.